# Pseudotypocerus vittatus
Pseudotypocerus vittatus là một loài bọ cánh cứng trong họ Cerambycidae.